# アンデス・スペイン語

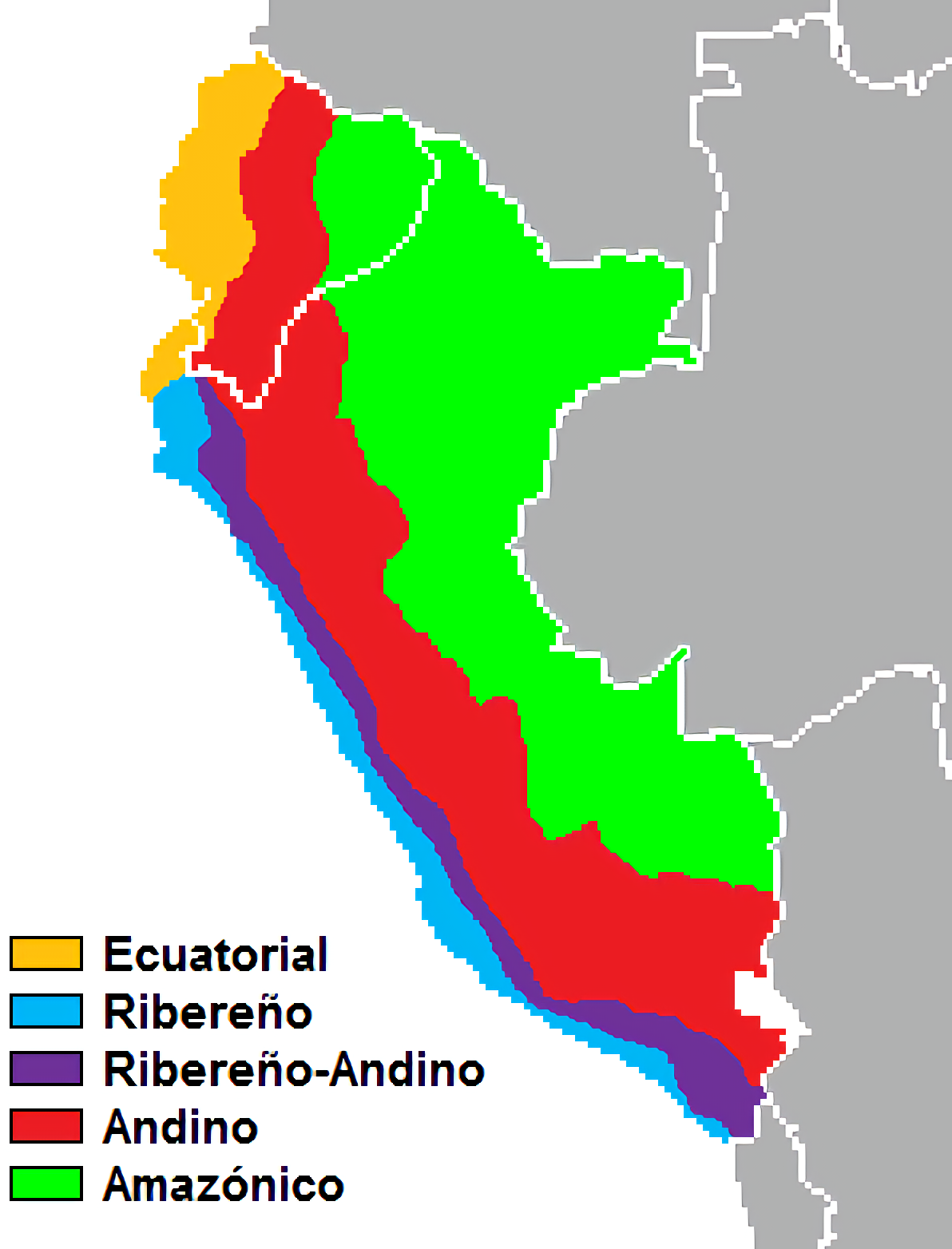
赤色がエクアドルとペルーのアンデス・スペイン語地域

アンデス・スペイン語（アンデス・スペインご、スペイン語:español andino）は、中央アンデスで話されるスペイン語の方言。コロンビアの南部から、エクアドル、ペルー、ボリビアを通り過ぎ、アルゼンチンの北西部やチリのアンデスの寒冷な荒地の地域に影響を与えている。アンデス・スペイン語はカスティーリャのスペイン語の影響を受けているが、都会の方がその傾向にあり、田舎や都会の一部ではケチュア語やアイマラ語、その他の土着言語の影響が見られる。

## 音韻的特徴
- アンデス・スペイン語では音節末の/s/は決して[h]にならない。また舌端音ではなく、半舌尖音で発音する（若干カスティーリャと似ている）。
- エクアドルの変種では、この音節末の無声歯茎摩擦音（/s/）は次に来る子音が有声または次の単語が母音で始まる場合、有声音/z/に変わる。ペルーの変種では /i/の前で口蓋音化する。
- ボリビア地域では“ll” [λ] と“y” [j]の区別がある。
- /e/ と/i/ 、 /o/と /u/の混同がある。これはケチュア語とアイマラ語の3母音体系の影響である。
- rを歯擦音化する。/rr/ > [řř]（有声で） 、 /tr/ と /r/ > [ř]。これはエクアドルとボリビアでのみ教養的と考えられている。
- 無声軟口蓋摩擦音/x/は他の地域にある咽頭音の異音にならない。
- /f/は無声両唇摩擦音として調音されるが、これは、/w/ を挿入して/x/と混同されるfと同じである。
- 母音の弱化に伴い、特にアクセントのない音節で子音を特別強調する（メキシコで起こるように、ただし、メキシコではそれほど顕著ではない）。
- アクセントは後ろから2番目の音節に来るもしくはその傾向にある。

## 文法面
アンデス地方では以下の拡大用法がある。
- 現在完了、時に、過去完了そして、ヘルンディオ。
- 代名詞 lo（3人称・男性単数対格）を与格と対格、男性（名詞）、女性（名詞）そして（特にペルーで）単数、複数として使う（エクアドルの方言を除く。エクアドルでは、反対にカスティーリャ方言に似たレイスモがある）。
- 田舎や都市のようなところではケチュア語やアイマラ語の構文を真似るのが普通である。たとえば

A su casa de Jacinta me estoy yendo.
- アンデス・スペイン語が実際に行われている国の大半では、トゥテオ（2人称にtúを使う）が優勢であり、ボセオはほとんどもしくは全く見られない。エクアドル、ボリビアのアンデス地域（国の残りの部分は別として）、およびパストではボセオがわずかだけあり、特に命令形で見られる。ペルーのアンデス地域ではボセオは全く知られていない。

教養的だとよく知られている方言として、ロハ、キト、アレキパ、パスト、クスコ、ラパスのものがある。

## 影響のある地域
アルゼンチン北西部やチリ北部では今日それぞれの国の方言の一種の融合が存在していると言えるが、実際はそれぞれの国の方言が優勢である。アルゼンチンの北西部では発音や語彙面で影響を受けている。一方で、ラプラタ川流域のスペイン語は発音へのわずかな影響、また、熟語やその方言のボセオをもたらしていて、トゥテオを侵食している。チリも非常に似ているが、トゥテオとボセオの使用が交代し、さらにチリ・スペイン語の熟語やアンデス・スペイン語のいくつかの熟語が見られる。